# هيرب كين
هيرب كين هو لاعب هوكي الجليد كندي، ولد في 24 ديسمبر 1913 في نيوماركت في كندا، وتوفي بنفس المكان في 23 فبراير 1982.

## وصلات خارجية
- هيرب كين على موقع دوري الهوكي الوطني (الإنجليزية)
- هيرب كين على موقع قاعة مشاهير الهوكي (لاعب أن.إتش.أل) (الإنجليزية)
- هيرب كين على موقع EliteProspects.com (الإنجليزية)
- هيرب كين على موقع HockeyDB.com (الإنجليزية)
- هيرب كين على موقع Hockey-Reference.com (الإنجليزية)